# 比洛科佩托韋

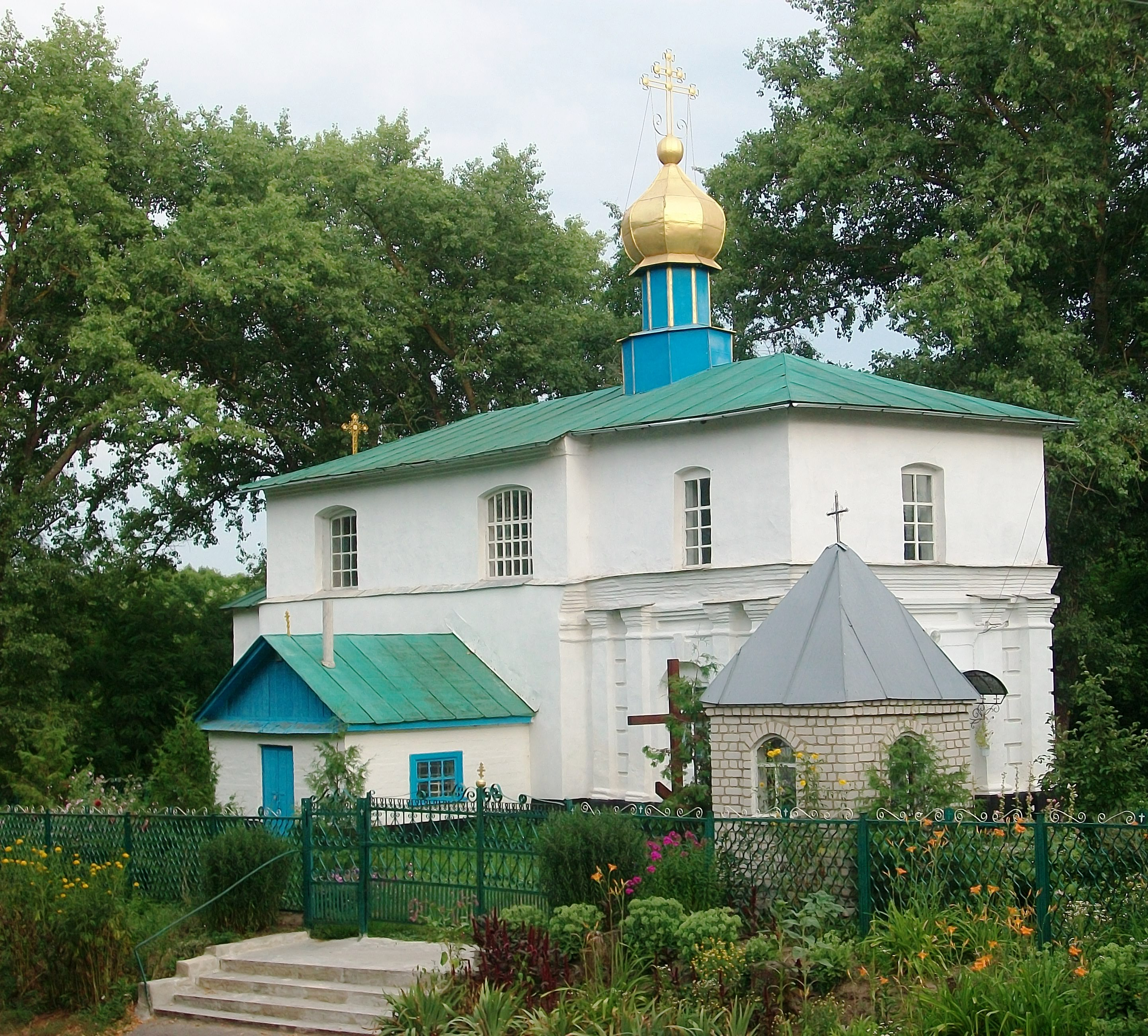
教堂

51°40′22″N 34°4′30″E / 51.67278°N 34.07500°E
比洛科佩托韋（烏克蘭語：Білокопитове）是位於烏克蘭東北部的村莊，由蘇梅州紹斯特卡區的赫盧希夫市鎮負責管轄。該村處於克列文河畔，距離扎魯茨凱2公里，海拔高度151米，2001年人口311。